# Пристань на стрелке Елагина острова
Пристань на стрелке Елагина острова (также пристань со львами) — историческое сооружение в Петроградском районе Санкт-Петербурга. Располагается на западной оконечности («стрелке») Елагина острова, входит в его историко-архитектурный ансамбль. Объект культурного наследия России федерального значения.

## История

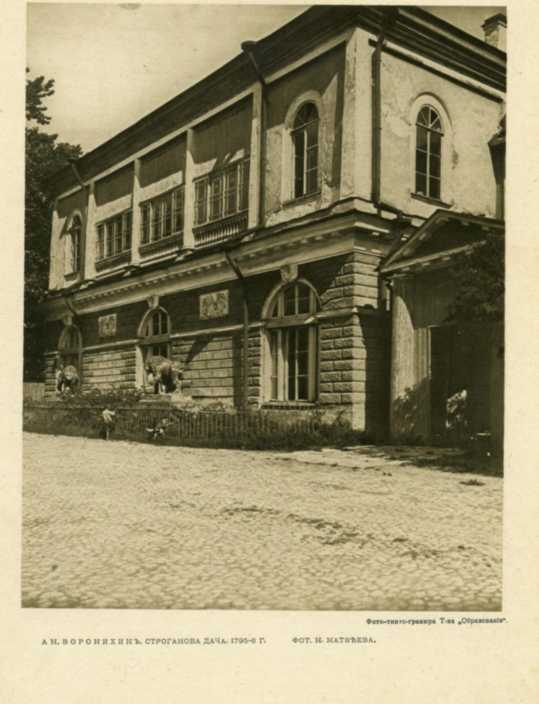
Львы у Строгановской дачи, фото начала XX века

В XVIII—XIX веках болотистый Елагин остров, находящийся в северо-западной части дельты Невы, был постепенно превращён в красивый пейзажный парк с многочисленными сооружениями. Мыс западной оконечности острова был образован и распланирован в 1826 году по проекту садового мастера Д. Буша. В конце XIX — начале XX века западная стрелка острова приобрела особую популярность как прогулочная зона.
Стрелка сильно пострадала во время наводнения 23 сентября 1924 года, когда «длинная волна» накрыла Елагин остров, повредив мосты, уничтожив часть зеленых насаждений и размыв западный берег. Ликвидация этих разрушений была поручена архитектору Л. А. Ильину. Однако Ильин подошел к задаче с более широких градостроительных позиций, задавшись целью превратить западную оконечность острова в широкую видовую площадку, с которой посетители парка могли бы любоваться Финским заливом. Для этого с набережной была убрана вся зелень, уровень стрелки был значительно поднят и на ней был создан второй ярус с уклоном к заливу, откуда была хорошо видна водная панорама. Гранитная терраса-пристань, построенная по проекту инженера Б. Д. Васильева, была устроена без свайного основания и покоится на толстой и широкой бетонной подушке, уложенной прямо в грунт, что в 1920-е годы было новаторским решением.
Ансамбль видовой террасы на стрелке Елагина острова завершают две фигуры львов, изваянные в XVIII веке. Ильин нашёл этих львов на территории бывшей Строгановской дачи на Чёрной речке и организовал их доставку на Елагин остров. Реставрация фигур перед установкой была выполнена в 1925 году скульптором Л. А. Дитрихом.
30 августа 1960 года постановлением Совета Министром СССР «Гранитная пристань со львами» в составе ансамбля Елагина острова была признана памятником архитектуры государственного значения. Этот статус был подтверждён 10 июля 2001 года постановлением Правительства России; «пристань со львами» в составе того же ансамбля была поставлена под государственную охрану как памятник архитектуры федерального значения.
В 2004 году фигуры львов были отреставрированы по заказу КГИОП.

## Описание
Пристань на западной стрелке Елагина острова имеет плавные дугообразные очертания, подчёркивая линию мыса, и решена в традициях классицизма. Откосная набережная вымощена булыжным камнем, её боковым крыльям придан пологий профиль, вместо парапета они завершены полосой невысокого стриженого кустарника. Вертикальная каменная стенка центральной части набережной, образующая видовую террасу, очерчена по большому радиусу (около 65 м), имеет длину 30,4 м и высоту 3 м от уровня воды. Она облицована крупными блоками светло-розового гранита в пять рядов; высота блоков 72 см, а длина колеблется от 1 до 1,3 м. Первые два ряда создают цоколь стены, за ними, через уступ высотой 5 см, идут ещё три ряда. От парапета стенку отделяет пояс из плоских длинных камней. Глухой парапет из гранитных блоков высотой 1 м окружает террасу с трех сторон и на коротких сторонах служит спинками гранитных скамей. Боковые стенки отделены от набережной крутыми лестницами, спускающимися к воде и образующими массивные постаменты для парных статуй львов. Львы имеют высоту 1,8 м, высечены из пористого пудостского известняка, обращены друг к другу, и опираются передними лапами на шары. Их силуэты эффектно выделяются на фоне неба при взгляде со стороны парка. При взгляде со стороны залива терраса-пристань впечатляет лаконичностью и чёткостью форм.

### Комментарии
1. ↑  В ряде источников указано, что львы были перевезены с некоей «разрушенной дачи на Екатерингофском шоссе», в то время как такого шоссе в Санкт-Петербурге никогда не существовало; возможно, дача Строганова на Чёрной речке была перепутана с дачей Строганова на Петергофской дороге (уцелевшие постройки этой дачи находятся ныне по адресу Старо-Петергофский проспект, дом 20)